# جایزه بزرگ بریتانیا ۱۹۵۷
جایزه بزرگ بریتانیا ۱۹۵۷ (انگلیسی: ‎1957 British Grand Prix‎) یک مسابقهٔ موتوری در رشتهٔ اتومبیل‌رانی فرمول یک بود که در تاریخ ۲۰ ژوئیهٔ ۱۹۵۷ در پیست اینتری واقع در لیورپول، انگلستان برگزار شد. این گراند پری در میان ۸ گراند پری در فصل ۱۹۵۷، مسابقهٔ شمارهٔ ۵ بود.
در این مسابقه که در ۹۰ دور و به مسافت ۴۳۴٫۵۲ کیلومتر (۲۶۹٫۹۹۸ مایل) برگزار شد، پول پوزیشن توسط استیرلینگ ماس کسب شد و سریع‌ترین زمان برای طی یک دور پیست که برابر با ۱:۵۹٫۲ بود نیز توسط استیرلینگ ماس به ثبت رسید.
استیرلینگ ماس و تونی بروکز (به‌طور مشترک) از تیم ون‌وال، لوییجی موسو از تیم فراری و مایک هاثورن از تیم فراری به‌ترتیب مقام‌های اول تا سوم مسابقه را کسب کردند.

## رده‌بندی قهرمانی پس از مسابقه
| رده‌بندی قهرمانی رانندگان \| \| جایگاه \| راننده \| امتیاز \| \| -------- \| ------ \| ------------------ \| ------ \| \| \| ۱ \| خوان مانوئل فانخیو \| ۲۵ \| \| ۱ \| ۲ \| لوییجی موسو \| ۱۳ \| \| ۳ \| ۳ \| تونی بروکز \| ۱۰ \| \| ۲ \| ۴ \| سم هنکس \| ۸ \| \| ۱ \| ۵ \| جیم رتمان \| ۷ \| \| منبع:[۱] \| \| \| \| |        |                    |        |
| | جایگاه | راننده             | امتیاز |
| | ۱      | خوان مانوئل فانخیو | ۲۵     |
| ۱ | ۲      | لوییجی موسو        | ۱۳     |
| ۳ | ۳      | تونی بروکز         | ۱۰     |
| ۲ | ۴      | سم هنکس            | ۸      |
| ۱ | ۵      | جیم رتمان          | ۷      |
| منبع: |        |                    |        |

یادداشت
- تنها پنج جایگاه نخست از هر رده‌بندی نمایش داده شده‌است.